# Баблер довгодзьобий

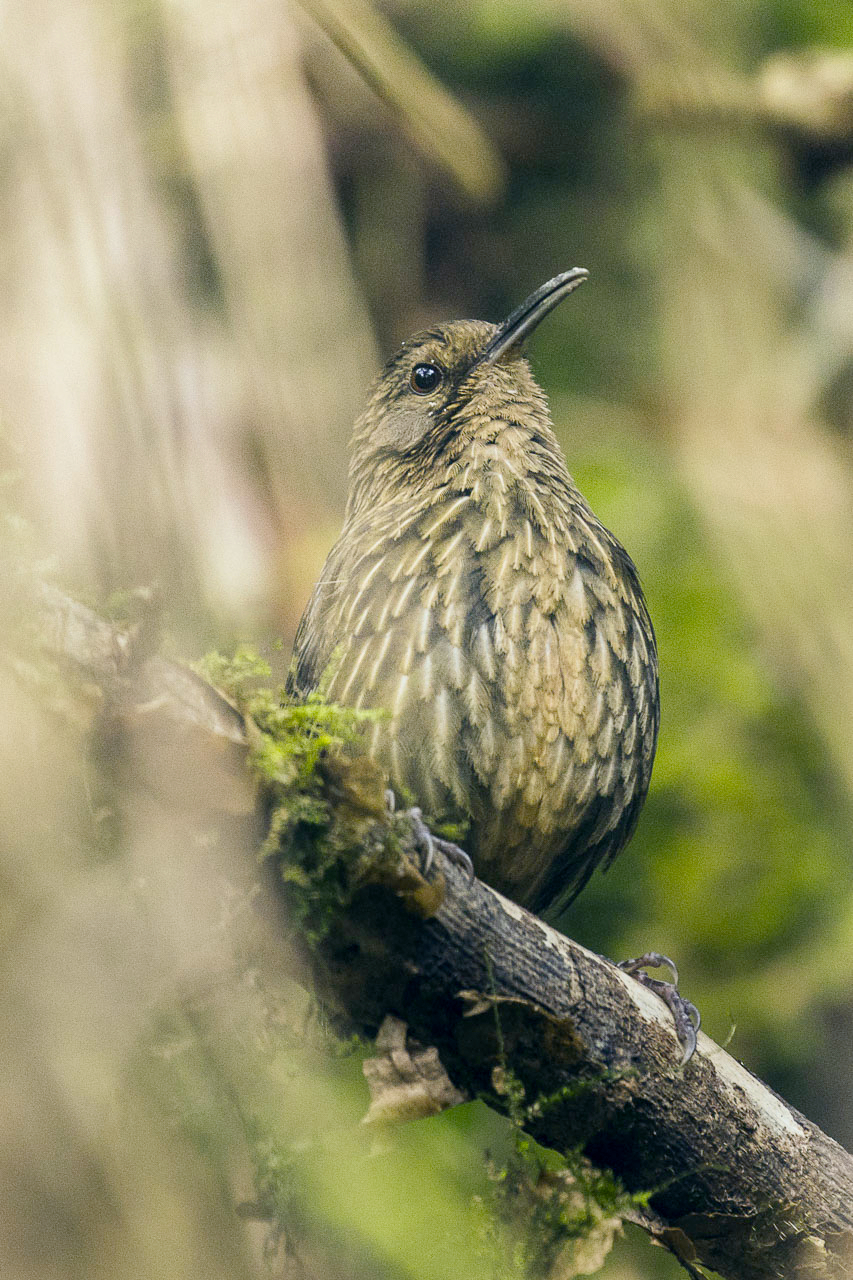
Довгодзьобий баблер

Ба́блер довгодзьобий (Napothera malacoptila) — вид горобцеподібних птахів родини Pellorneidae. Мешкає в Гімалаях.

## Поширення і екологія
Довгодзьобі баблери мешкають в Північно-Східній Індії, М'янмі, Бутані, Непалі і в китайській провінції Юньнань. Вони живуть у вологих гірських тропічних лісах. Зустрічаються на висоті від 900 до 2700 м над рівнем моря. Живляться безхребетними. Сезон розмноження триває з травня по липень. В кладці 4 яйця.